# Camponotus laconicus
Camponotus laconicus är en myrart som beskrevs av Carlo Emery 1920. Camponotus laconicus ingår i släktet hästmyror, och familjen myror. Inga underarter finns listade.